# Nowa Gazeta Gmin
Nowa Gazeta Gmin – dwutygodnik powstały na bazie Wolnego Portalu, wychodzący od sierpnia 2007 roku w Dusznikach-Zdroju. Założona przez dusznickich samorządowców Pawła Bolka oraz Piotra Zilberta. Wieloletnim redaktorem naczelnym gazety był Jacek C. Szkudelski. „Nowa Gazeta Gmin” przejęła tytuł od ukazującej się w latach 1992–2004 samorządowej „Gazety Gmin”. Obejmowała, podobnie jak jej poprzedniczka, zachodnią część ziemi kłodzkiej (Polanicę-Zdrój, Duszniki-Zdrój, Kudowę-Zdrój, Szczytną, Lewin Kłodzki). Od marca 2012 jej wydawcą było Stowarzyszenie Czytelników Nowej Gazety Gmin. Dwutygodnik wpisuje się w nurt dziennikarstwa obywatelskiego.
W piśmie wyodrębniono działy: publicystyka, reportaże, wydarzenia kulturalne, wywiady, sport i lokalne wiadomości z pierwszej ręki. Stałym współpracownikiem był Ryszard Grzelakowski (1933–2017).
Ukazywała się co drugi piątek. „Nowa Gazeta Gmin” była dostępna także w wersji internetowej na stronie „Wolnego Portalu Nowej Gazety Gmin”. W czerwcu 2019 zmarł redaktor naczelny Jacek C. Szkudelski, w następstwie tego pismo przestało się ukazywać. Ostatnim numerem był nr 309 z 14 czerwca 2019.